# Tvättjärnen (Jokkmokks socken, Lappland)
Tvättjärnen är en sjö i Jokkmokks kommun i Lappland och ingår i Luleälvens huvudavrinningsområde.